# روبرت یکم
رابرت یکم (به انگلیسی: Robert I) با نام اصلی رابرت هشتم دی بروس (به انگلیسی: Robert VIII de Bruce) یا رابرت بروس (به انگلیسی: Robert the Bruce) (زادهٔ ۱۱ ژوئیه ۱۲۷۴ – درگذشتهٔ ۷ ژوئن ۱۳۲۹) پادشاه اسکاتلند از ۱۳۰۶ تا هنگام مرگش در ۱۳۲۹ بود. او را قهرمان جنگ‌های استقلال‌خواهی اسکاتلند می‌شناسند زیرا او برای رهایی اسکاتلند از سلطهٔ انگلیسی‌ها با ویلیام والاس همراه شد و علیه آنان جنگید. رابرت یکم چندین بار از ارتش شاه ادوارد یکم شکست خورد اما سرانجام در ۱۳۱۴ توانست نیروهای انگلیسی را در نبرد بنوک‌بورن شکست دهد و پس از آن استقلال اسکاتلند در ۱۳۲۸ و با امضای عهدنامهٔ ساوث‌هامپتون از سوی انگلستان به رسمیت شناخته شد.
 فیلم پادشاه یاغی بر اساس زندگی او ساخته شده است.

## زندگی

### سال‌های آغازین
بروس‌ها از اقوام آنگلو-نورمنی بودند که در اوایل سدهٔ دوازدهم به اسکاتلند آمده و از طریق ازدواج، جزو وابستگان خانوادهٔ سلطنتی آن سرزمین به‌شمار می‌رفتند. در ۱۲۹۰ رابرت ششم دی بروس، پدربزرگ رابرت یکم، مدعی تاج و تخت پادشاهی اسکاتلند شد که بی‌جانشین مانده بود. اما ادوارد یکم، پادشاه انگلستان که مدعی داشتن برتری فئودالی بر اسکات‌ها بود در این کار دخالت کرده و تاج پادشاهی را به جان دی بالیول اهدا نمود.
هشتمین رابرت دی بروس در ۱۲۷۴ زاده شد و پدرش هفتمین رابرت دی بروس (درگذشتهٔ ۱۳۰۴)، ارل کاریک در ۱۲۹۲ به نفع او استعفا داد و پسرش رابرت هشتم دی بروس در همان سال و با عنوان ارل کاریک، نسبت به انگلستان و شاه ادوارد یکم سوگند وفاداری خورد. اما دیری نگذشت که او نیز به قیام اسکاتلندی‌ها به رهبری ویلیام والاس علیه سلطهٔ انگلیسی‌ها پیوست.

### پادشاهی
رابرت بروس در فوریه ۱۳۰۵ و طی مشاجره‌ای با رقیب سیاسی‌اش جان کامین، برادرزادهٔ جان دی بالیول او را در کلیسای فرانسیس مقدس در دامفرایز کشت. او سپس رعایای خود را در مکانی به نام اسکون گرد آورد و به عنوان پادشاه اسکاتلند در ۱۵ مارس همان سال تاجگذاری کرد.
با این حال او از موقعیت دشواری به عنوان پادشاه برخوردار بود زیرا ادوارد یکم که سربازانش بیشتر قلعه‌های مهم اسکاتلند را در اختیار داشتند او را به چشم یک خائن می‌دید و تمام تلاشش را برای سرکوب او به کار بسته بود. رابرت یکم دو بار در طول ۱۳۰۶ از نیروهای انگلیسی شکست خورد. نخستین شکست او در ۱۹ ژوئن و در متون در نزدیکی پرت روی داد و دیگری در ۱۱ اوت در دالری، در نزدیکی تیندرام اتفاق افتاد. در نتیجهٔ این شکست‌ها همسر و بسیاری از حامیانش دستگیرشده و سه تن از برادرانش نیز اعدام شدند. رابرت برای حفظ جانش مجبور به فرار به ایرلند شد و مدتی را به‌طور پنهانی در جزیرهٔ دورافتادهٔ راثلین در سواحل شمالی آن کشور گذراند. بر اساس داستانی عامیانه، هنگامی که رابرت بروس خود را در غاری پنهان کرده بود، متوجه عنکبوتی شد که سعی داشت به تخته سنگی تار بتند اما موفق نمی‌شد. با این وجود آن عنکبوت آنقدر این کار را تکرار کرد تا سرانجام موفق به چسباندن تارش به آن تخته سنگ شد. دیدن این منظره سبب شد تا رابرت بروس با خود پیمان ببندد که تا شکست دادن انگلیسی‌ها از پای ننشیند.

### نبرد بنوک‌بورن و استقلال اسکاتلند
رابرت یکم در فوریه ۱۳۰۷ به آرشایر در اسکاتلند بازگشت. مهم‌ترین حامی او در ابتدا تنها برادر زنده‌مانده‌اش ادوارد بود اما تا چند سال بعد توانست افراد دیگری را نیز جذب نماید. در همان سال ادوارد یکم درگذشت و ادوارد دوم که فردی ناتوان بود جانشین او شد. نیروهای انگلیسی طی درگیری‌های بعدیشان با سربازان اسکاتلندی وادار به عقب‌نشینی شده و اسکات‌ها توانستند تمامی قلعه‌های مهم به جز برویک و استرلینگ را از آن‌ها پس بگیرند.
رابرت یکم در ۱۳۱۳ پرت را که هنوز در دست سربازان انگلیسی بود تسخیر کرد. با این حال بیشتر نبردها توسط حامیان او به ویژه جیمز داگلاس و توماس راندولف انجام می‌شد و آن‌ها توانستند گالووی، داگلاسدیل، جنگل سلکرک و بیشتر مرزهای شرقی و سرانجام ادینبورگ (۱۳۱۴) را فتح نمایند.
آخرین نبرد سرنوشت‌ساز در ۲۴ ژوئن ۱۳۱۴ اتفاق افتاد. در این روز ارتش بزرگی از نیروهای انگلیسی برای دفاع از قلعهٔ سوق‌الجیشی استرلینگ که به محاصرهٔ سربازان اسکاتلندی درآمده بود وارد عمل شدند، اما در منطقه‌ای به نام بنوک‌بورن و طی نبردی که به نبرد بنوک‌بورن مشهور شد به سختی از سربازان رابرت یکم شکست خوردند، ادوارد دوم به انگلستان گریخت و رابرت بروس پیروزی بزرگی را به‌دست‌آورد.
با این حال درگیری‌های پراکنده بین دو طرف همچنان ادامه داشت. اسکات‌ها قلعهٔ برویک را در ۱۳۱۸ بازپس گرفتند و با انجام حملات مداوم به شمال انگلستان خرابی بسیاری را در آنجا باعث شدند. سرانجام با برکناری ادوارد دوم در ۱۳۲۷ و بر تخت نشستن ادوارد سوم، دولت او پیمان‌نامهٔ صلحی را با عنوان عهدنامهٔ نورث‌همپتون با اسکات‌ها امضا کرد که به موجب آن استقلال اسکاتلند و هم‌زمان حق رابرت بروس برای پادشاهی بر آن سرزمین به عنوان کشوری مستقل از سوی انگلستان به رسمیت شناخته می‌شد.

## مرگ
رابرت یکم در اواخر عمرش بیمار شده بود و بیشتر وقتش را در کاردراس واقع در دامبارتون‌شایر می‌گذراند. او سرانجام در همان‌جا در ۷ ژوئن ۱۳۲۹ و احتمالاً بر اثر ابتلا به جذام درگذشت. جسدش را در دانفرماین ابی به خاک سپردند و قلبش را بنا به وصیت خود او به درآورده و سر جان داگلاس آن را هنگام شرکت در جنگ‌های صلیبی با خود به اسپانیا برد. داگلاس در جنگ کشته شد اما توانستند قلب پادشاه را برای خاکسپاری بر طبق وصیت او در مِلرُز ابی بازگردانند.
پس از مرگ رابرت یکم پسرش دیوید دوم از دومین همسرش الیزابت دی برگ جانشین او شد.